# تيموثي فيروكا
تيموثي فيروكا (بالإنجليزية: Timothy Feruka) (3 مايو 1954 – 8 ديسمبر 2003) هو ملاكم زامبي راحل، مثّل بلاده في الألعاب الأولمبية الصيفية 1972.

## روابط خارجية
تيموثي فيروكا على موقع أوليمبيديا (الإنجليزية)
- تيموثي فيروكا على موقع اتحاد ألعاب الكومنولث (مؤرشف) (الإنجليزية)